# Ngô Sĩ Quý
Ngô Sĩ Quý (1922-1997) là một đại võ sư phái Vĩnh Xuân quyền tại Việt Nam, học trò thuộc những thế hệ đầu tiên của tổ sư Vĩnh Xuân quyền Việt Nam Nguyễn Tế Công.

## Một trong học trò thế hệ đầu của Tế Công

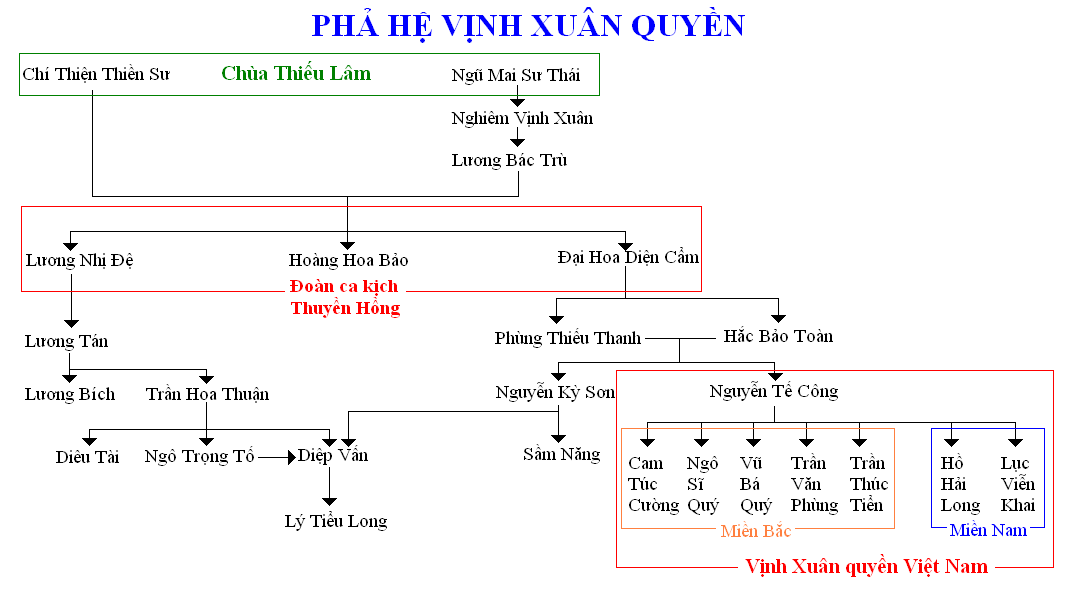
Đại võ sư Ngô Sĩ Quý trong phả hệ Vịnh/Vĩnh Xuân quyền Việt Nam

Cụ Nguyễn Tế Vân thường gọi là Tế Công sinh năm 1873 tại một gia đình giàu có ở Phật Sơn, Quảng Đông, Trung Quốc và ngày nay được các môn sinh Vĩnh Xuân quyền ở Việt Nam suy tôn là sư tổ của môn phái mình. Trong những năm 1931 Tế Công có sang Việt Nam, nhưng tới 1939 mới chính thức ở lại Việt Nam lánh nạn, định cư, lúc đầu ở Hải Phòng, và về sau chuyển về phố Hàng Buồm, Hà Nội. Những người theo học cụ Tế Công tại Hà Nội rất đông đảo, bao gồm cả người Hoa, người Việt, trong đó nổi lên bốn học trò người Việt "chân truyền" từ Tế Công  bao gồm Trần Thúc Tiển, Trần Văn Phùng, kế đó là Ngô Sĩ Quý và Vũ Bá Quý. Trong bốn học trò người Việt nổi tiếng nói trên, ba người đầu tiên mỗi người đều trở thành đại diện cho một "chi nhánh"  Vĩnh Xuân quyền tại Việt Nam, người học trò thứ 4 Vũ Bá Quý chắt lọc Vĩnh Xuân kết hợp với quyền Anh tạo nên môn phái mới mang tên Vũ gia thân pháp.

## Tiểu sử và sự nghiệp
Võ sư Ngô Sĩ Quý sinh ngày 22 tháng 10 năm 1922 trong một gia đình công chức thời Pháp thuộc có truyền thống khoa bảng. Ông nội ông là một tiến sĩ, thân phụ ông là cụ Ngô Dưỡng Chính (1889-1943) và thân mẫu là cụ Nguyễn Thị Tâm (1900-1987). Ngô Sĩ Quý là con thứ 3 trong gia đình gồm 8 anh chị em.
Từ thuở nhỏ sinh sống cùng gia đình tại phố Mã Mây, Hà Nội, Ngô Sĩ Quý đã say mê âm nhạc, yêu thiên nhiên, có phong cách sống hào hoa, phong nhã. Được một cha cố ở Nhà thờ Lớn Hà Nội chỉ dạy đàn violin, Ngô Sĩ Quý theo học và không lâu sau đó đã trở thành một tay đàn có tiếng trong ban nhạc Nhà thờ ở Hà Nội bấy giờ. Có thể ban đầu từ âm nhạc mà cơ duyên đến với Ngô Sĩ Quý khi anh gặp được Cam Túc Cường, chàng thanh niên thuộc một gia đình thương gia giàu có người Hoa sống ở phố Hàng Buồm, Hà Nội; một người cũng yêu âm nhạc, hay chơi guitar trong dàn nhạc người Hoa tại phố Hàng Bạc, Hà Nội trong những năm cuối thập niên 1930. Cùng chung sở thích nên hai người rất nhanh chóng trở nên thân thiết với nhau. Cam Túc Cường đã đưa Ngô Sĩ Quý về nhà giới thiệu với Nguyễn Tế Công, khi đó vừa là người thầy dạy võ của Cam Túc Cường, vừa là quản gia trong gia đình anh.
Trong lần đầu ra mắt, Tế Công đã biểu diễn một đoạn bài Thủ đầu quyền rồi đề nghị Ngô Sĩ Quý múa lại. Ngô Sĩ Quý đã múa lại được bài. Nhận thấy thiên tư nơi chàng thanh niên người Việt trẻ tuổi này, Tế Công đã quyết định thâu nhận anh làm đệ tử và từ đó, truyền dạy cho anh nhiều tuyệt kỹ công phu. Thời gian Ngô Sĩ Quý theo học dưới sự truyền thụ trực tiếp của Tế Công chỉ áng chừng 3 năm, và những gì anh được học từ ân sư bao gồm quyền thuật, binh khí, chiến đấu trên ngựa. Tuy nhiên, Ngô Sĩ Quý được thường xuyên và lâu dài rèn tập cùng Cam Túc Cường, người bạn có trình độ võ thuật rất cao, và là cao đồ số một của Tế Công.
Năm 1945, Ngô Sĩ Quý tham gia các hoạt động đoàn thể tiền khởi nghĩa. Kể từ đây, quan hệ giữa Ngô Sĩ Quý và Cam Túc Cường có dấu hiệu rạn nứt, do gia đình thương gia người Hoa mong cầu ổn định để làm ăn, không ưa dính dáng chính trị. Gia đình Cam Túc Cường quyết định chuyển địa bàn sinh kế vào miền Nam. Thời điểm đó cụ Tế Công có nhắn Ngô Sĩ Quý cùng theo vào trong đó nhưng anh từ chối, ở lại Hà Nội và tham gia kháng chiến.
Trong những năm kháng chiến chống Pháp, Ngô Sĩ Quý tham gia đội tự vệ chiến đấu bảo vệ Hà Nội. Sau khi cùng Trung đoàn Thủ đô rút khỏi Hà Nội ra an toàn khu, anh tiếp tục tham gia hoạt động ở vùng Nam Định, Ninh Bình. Trong giai đoạn 1947-1952, Ngô Sĩ Quý từ một chiến sĩ của Trung đoàn Thủ đô chuyển sang phụ trách thiếu sinh quân của Đại đoàn 308.
Từ đầu 1953 đến tháng 4 năm 1956, Ngô Sĩ Quý được cử sang làm giáo viên âm nhạc của Trường Thiếu sinh quân Việt Nam đầu tiên tại Khu học xá Nam Ninh, Trung Quốc. Trong giai đoạn này, có dịp được quan sát các hoạt động võ thuật của người Hoa, Ngô Sĩ Quý phát hiện môn võ mình may mắn học từ tôn sư Tế Công đang được đánh giá rất cao ở Trung Quốc có tên là Vĩnh Xuân quyền.
Đầu năm 1956 Ngô Sĩ Quý trở về Việt Nam, tiếp tục công tác giảng dạy âm nhạc tại trường Trung cấp Nhạc Họa Trung ương và Trường Đại học Sư phạm Hà Nội đến 1960, rồi chuyển sang làm cán bộ nghiên cứu, chỉ đạo mảng Văn-Thể-Mỹ của Vụ Sư phạm thuộc Bộ Giáo dục. Cùng với công việc tại nhiệm sở, từ 1968, Ngô Sĩ Quý bắt tay vào thực hiện mong ước cháy bỏng của đời mình là gây dựng lại hệ thống triết lý và kỹ thật vận động, xây dựng phát triển và truyền thụ tinh hoa Vĩnh Xuân Quyền cho các thế hệ trẻ Việt Nam. Cũng trong những năm tháng này, trong nỗ lực tìm kiếm những người Việt từng theo học Tế Công để rèn tập, nghiên cứu, Ngô Sĩ Quý đã gặp và trao đổi học thuật với Trần Thúc Tiển, khi đó đang mở lò truyền dạy võ học đã được thụ giáo từ ân sư Nguyễn Tế Công.

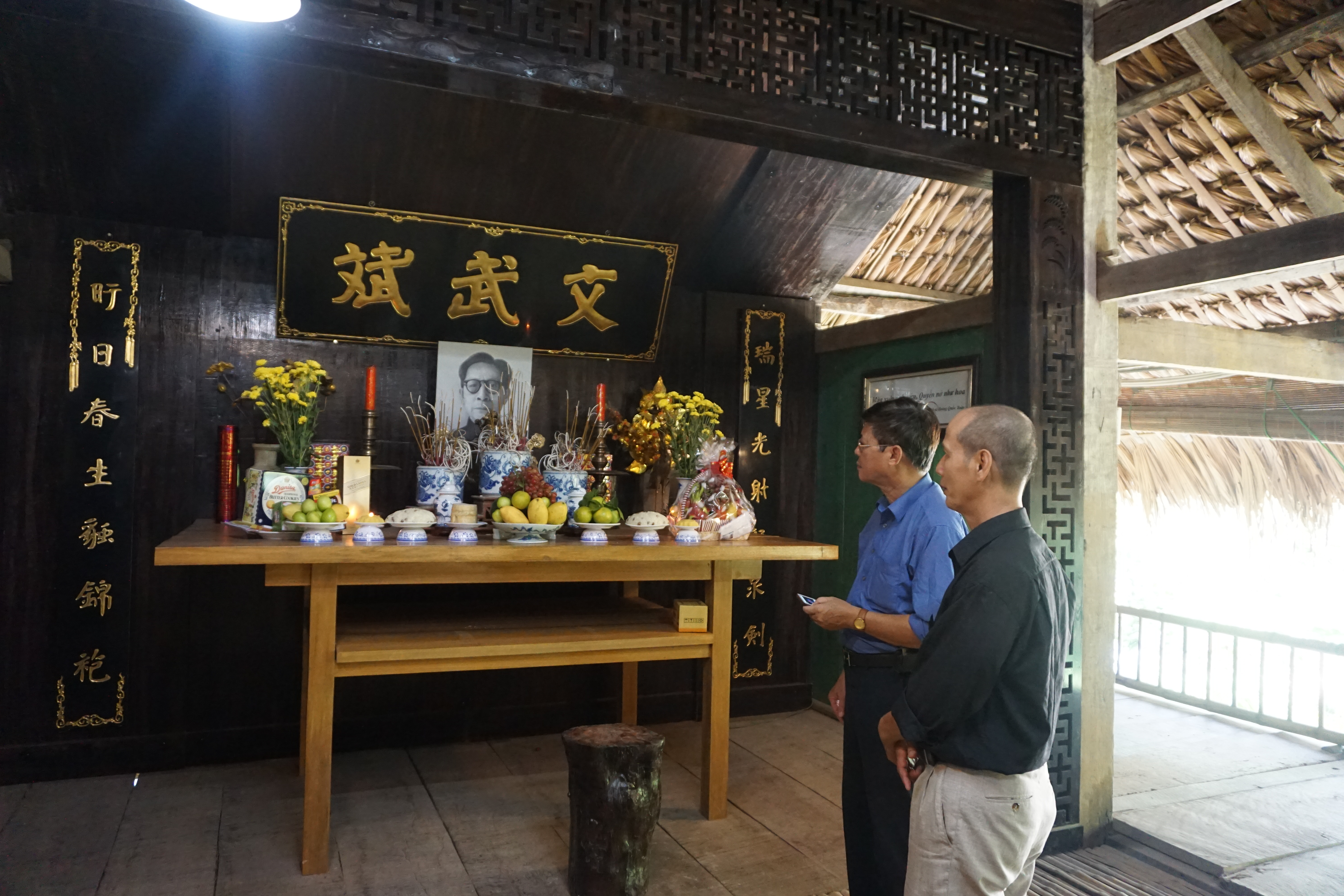
Di ảnh và Ban thờ Đại võ sư Ngô Sĩ Quý tại Cổ Đông, Sơn Tây, Hà Nội

Năm 1969, sau một thời gian dài nghiên cứu, Ngô Sỹ Quý đã khôi phục lại hệ thống chiến đấu 108 và các bài quyền Vĩnh Xuân mang sắc thái sáng tạo của người Việt.
Năm 1976, tại Hội nghị Võ thuật Toàn quốc do Bộ Giáo dục tổ chức, Ngô Sĩ Quý đọc tham luận "Kết hợp thể dục hiện đại có chọn lọc với các hình thức vận động cổ truyền để xây dựng con người Việt Nam phát triển toàn diện”. Bắt đầu từ đây, Ngô Sĩ Quý đã dành toàn bộ công sức, trí tuệ nhằm đào tạo các thế hệ học trò, tham gia nghiên cứu các đề tài khoa học về vận động.
Ngô Sĩ Quý nghỉ hưu vào năm 1974. Trong hơn 20 năm sau đó, cho tới khi từ giã cõi đời vào ngày 5 tháng 2 năm 1997, Ngô Sĩ Quý đã truyền thụ Vĩnh Xuân Quyền cho nhiều lớp thanh niên Việt Nam và cả người nước ngoài có nhân duyên đến với ông.

## Môn đồ, học phái, câu lạc bộ Vĩnh Xuân Ngô Sĩ Quý
Võ sư Ngô Sĩ Quý đào tạo được nhiều học trò giỏi, trong đó có thể kể đến Hoàng Quốc Toàn (PGS.TS. bác sĩ), Dương Quốc Tuấn (bác sĩ), Nguyễn Đăng Dũng (bác sĩ), Vũ Huyến (nhà giáo), Bùi Chương, Nguyễn Đức Dũng, Đinh Diệp Hòa, Võ Hồng Nam, Võ Điện Biên, Trần Việt Trung (tác giả cuốn Quyền sư), Nguyễn Tiến Long, Nguyễn Nam Vinh, Lê Hoài Nam, Nguyễn Việt Trung, Trần Hậu Tuấn, và rất nhiều người khác.
Cho tới nay, có trên 20 võ đường và câu lạc bộ Vĩnh Xuân Việt Nam chi phái Ngô Sĩ Quý đang hoạt động tại Hà Nội, trong đó có thể kể đến Câu lạc bộ Câu lạc bộ Vĩnh Xuân Ngô Gia Hoàng Pháp, Vĩnh Xuân Ngô gia, Câu lạc bộ Vĩnh Xuân Tăng Bạt Hổ, Câu lạc bộ Vĩnh Xuân LiveCare Hà Nội/Thanh Hóa/Quảng Ninh, Câu lạc bộ Vĩnh Xuân Quần Ngựa, Câu lạc bộ Vĩnh Xuân Amsterdam, Câu lạc bộ Vĩnh Xuân dưỡng sinh, Câu lạc bộ Vĩnh Xuân Nguyễn gia, Câu lạc bộ Vĩnh Xuân 18 Nguyễn Du, Câu lạc bộ Vĩnh Xuân Ngoại giao đoàn, Vĩnh Xuân đường Nguyễn Khắc Hiếu, Võ đường Lê Minh v.v. Tại Thành phố Hồ Chí Minh cũng có một số võ đường do các học trò của Ngô Sĩ Quý (như Trần Hậu Tuấn, Lê Hoài Nam) đang hoạt động tốt.
Tại một số nước trên thế giới có các câu lạc bộ, các võ đường dòng Vĩnh Xuân quyền Ngô Sĩ Quý như Vĩnh Xuân Ngô Gia Hoàng Pháp ở Bỉ, Pháp, Ý; Câu lạc bộ Vĩnh Xuân Như Ý tại Nga, Câu lạc bộ Vĩnh Xuân Israel, Vĩnh Xuân Ngô thị Pháp v.v.

## Câu nói nổi tiếng
| “ | Trên đầu ta chỉ có chính nghĩa mà thôi! | ” |

## Vinh danh

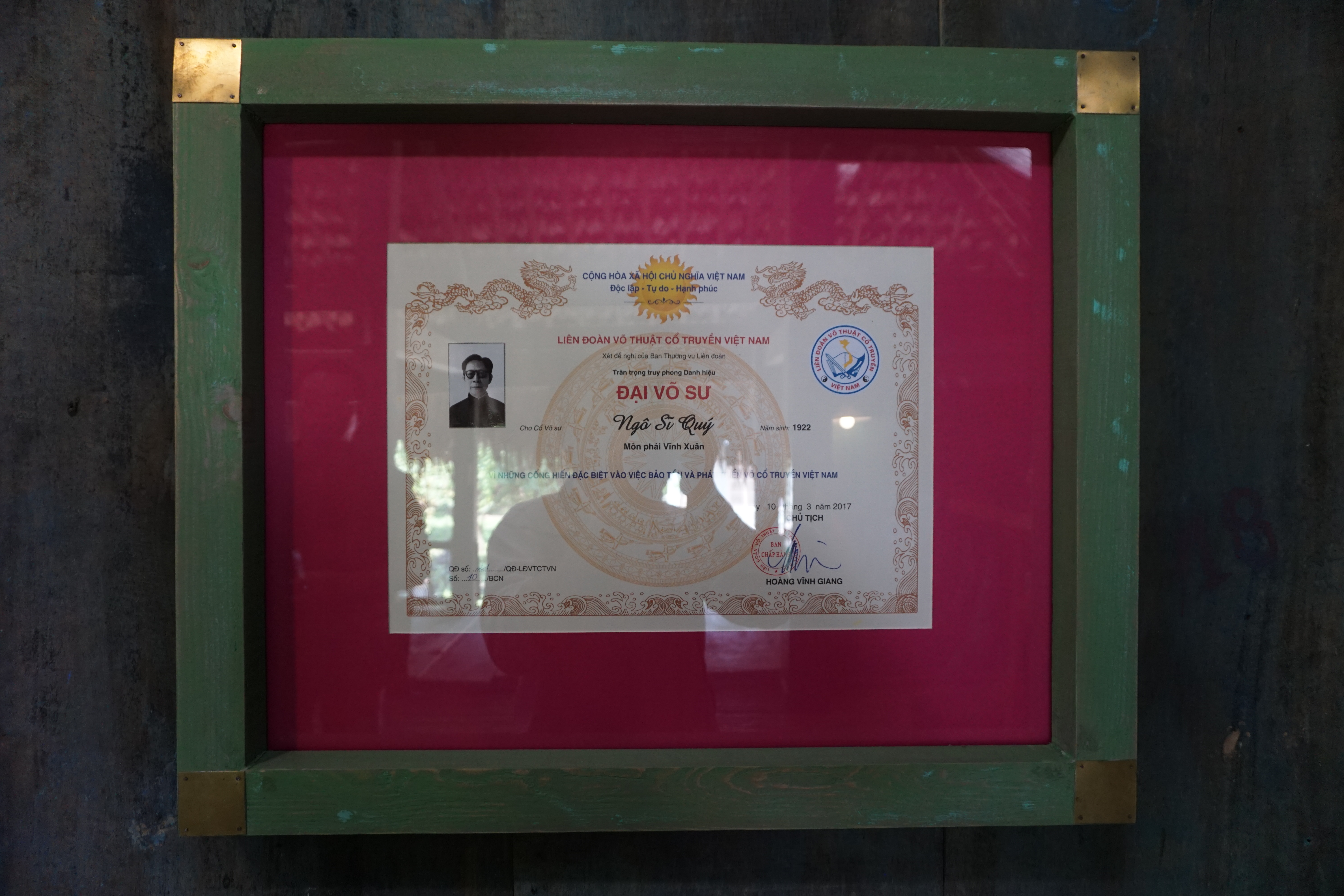
Quyết định Truy phong Danh hiệu Đại võ sư Ngô Sĩ Quý của Liên đoàn Võ thuật Cổ truyền Việt Nam

Gần 20 năm sau ngày võ sư Ngô Sĩ Quý giã từ cõi thế, đầu tháng 2 năm 2016, Hội Võ thuật Cổ truyền Hà Nội tổ chức Lễ vinh danh ông là Đại võ sư cao cấp môn phái Vịnh Xuân Việt Nam, ghi nhận công lao và di sản to lớn của ông để lại cho nền võ thuật cổ truyền Việt Nam.
Ngày 10 tháng 3 năm 2017, Chủ tịch Liên đoàn Võ thuật Cổ truyền Việt Nam Hoàng Vĩnh Giang ký Quyết định số 21-QĐ/LĐVTCTVN, Số 10/BCN truy phong Danh hiệu Đại võ sư cho cố võ sư Ngô Sĩ Quý môn phái Vĩnh Xuân "Vì những cống hiến đặc biệt vào việc bảo tồn và phát triển võ cổ truyền Việt Nam".
Các thế hệ thầy, trò, võ đường, học phái, câu lạc bộ Vĩnh Xuân Ngô Sĩ Quý đã tổ chức các lễ hội Về nguồn thường niên: "Festival Vĩnh Xuân Ngô Sĩ Quý 2016: Về nguồn" năm 2016, và "Festival Vĩnh Xuân Về Nguồn lần II, 2017" năm 2017, "Về nguồn 2018 - Festival lần thứ III" năm 2018, "Festival Về nguồn 2019" năm 2019 nhằm tưởng nhớ thầy Ngô Sĩ Quý; chia sẻ về học thuật và việc phát triển học thuật của thầy Ngô Sĩ Quý hiện nay; giao lưu thi đấu và biểu diễn quyền, binh khí của học phái Ngô Sĩ Quý.